# ノースアラバマ大学
ノースアラバマ大学（University of North Alabama）は、米国アラバマ州フローレンスの州立大学である。大学の略称は UNA。1830年に開校したアラバマ州で最も古い大学である。 
1830年1月11日、LaGrange Collegeという名前で開校した。
現在、アラバマ州で最も急速に成長している大学であり、2021年に在学生数が初めて8,800人を超えると同時に博士号課程が導入された。
スポーツはかなり高い評価を受けており、50年近くNCAAディビジョン2のGulf South Conferenceの創立メンバーであり、2018年からディビジョン1のAtlantic SUN conferenceのメンバーとして昇格した。

## キャンパス風景

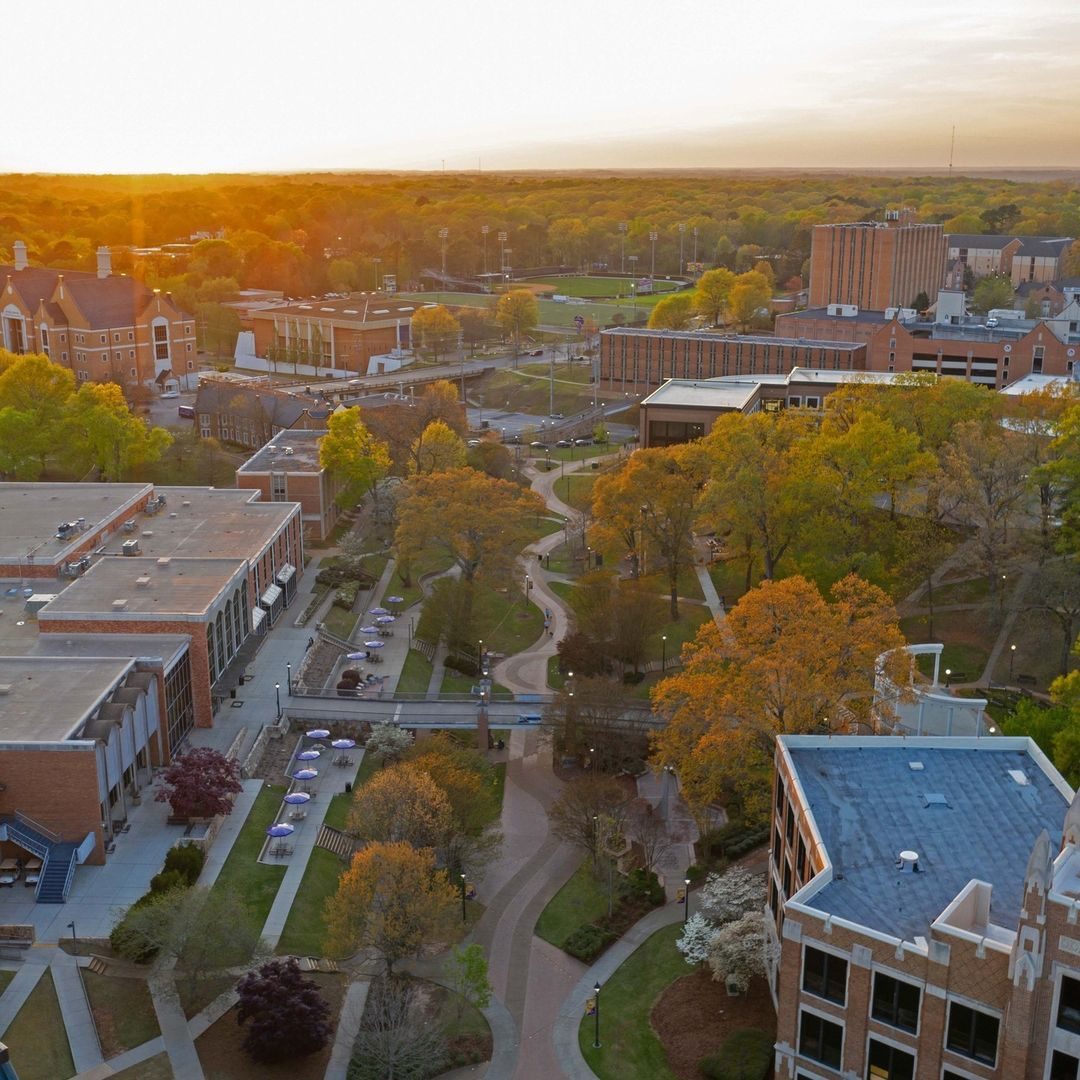

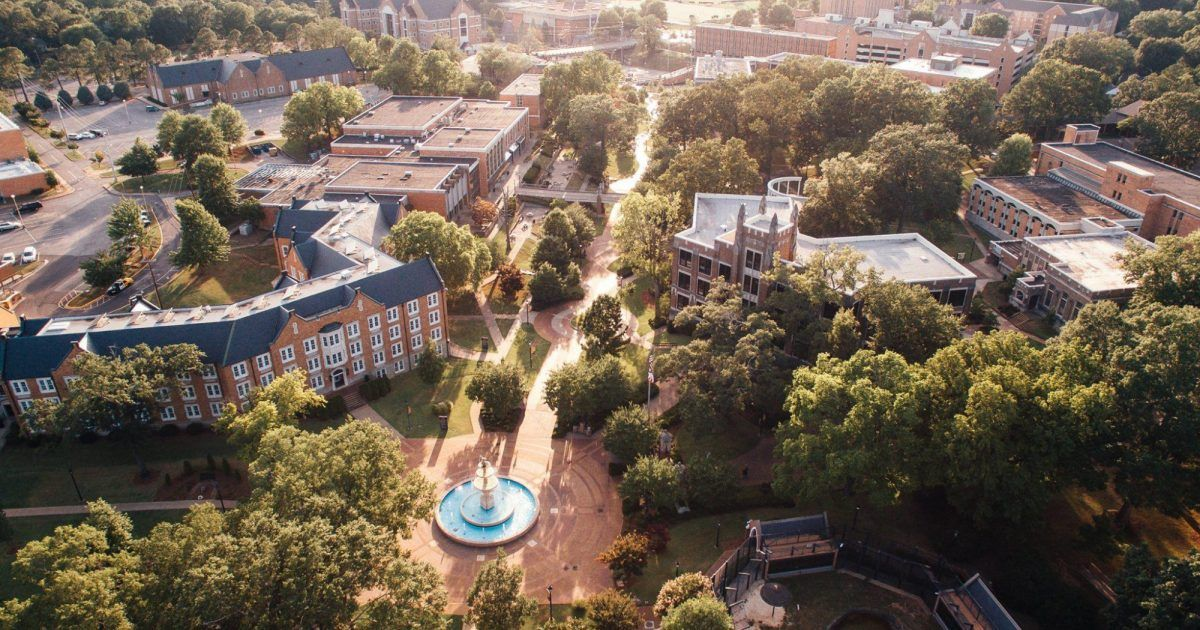

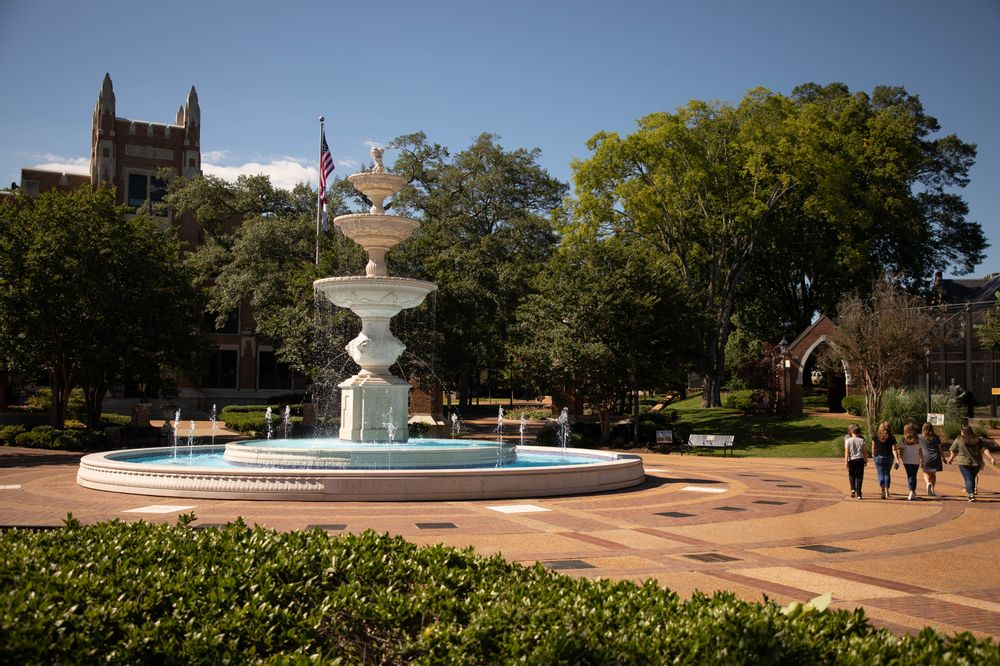

## ランキング
2022年USニュース＆ワールドレポート南部地域大学ランキング27位（2021年40位から上昇）
2022年USニュース＆ワールドレポートベテランのための最高の大学ランキング11位（2021年24位で上昇）
2022年USニュース＆ワールドレポート学部生のための大学南部地域ランキング21位
2022年USニュース＆ワールドレポート南部地域公立大学ランキング13位